# أحمد الشراري
أحمد ملفي الشراري (مواليد 28 يناير 2006) هو لاعب كرة قدم سعودي يلعب حالياً في نادي الجندل.